# 常磐快速線
常磐快速線（じょうばんかいそくせん）は、東京都台東区の上野駅から茨城県取手市の取手駅までの東日本旅客鉄道（JR東日本）常磐線の運転系統及び旅客案内上の名称である。駅ナンバリングで使われる路線記号はJJ。路線案内上では「常磐線（快速）」と表示される。
運転系統上の「常磐線快速」は、東北本線上野駅 - 日暮里駅間と常磐線日暮里駅 - 取手駅間を直通する上野駅 - 取手駅間の系統を指す。成田線の我孫子支線である我孫子駅 - 成田駅間や、2015年3月14日からは、一部列車が上野東京ラインを経由して東海道本線（東海道線）品川駅まで乗り入れており、品川駅 - 上野駅間や我孫子駅 - 成田駅間も系統上の一区間として扱われる場合もある。綾瀬駅 - 取手駅間は複々線化されており、緩行線は「常磐緩行線」と呼ばれ、綾瀬駅からは東京メトロ千代田線と相互直通運転を行っている。
本記事では「常磐線快速」および品川駅 - 取手駅間の「常磐線（中距離列車、中電）」の運行形態について記述する。

## 概要
東京都心から北千住、千葉県北西部（東葛地域）の松戸市や柏市、我孫子市天王台といった東京のベッドタウンを経由して、茨城県南部の取手市へ延びる。全区間が東京への通勤・通学路線としての役割を持つ。
常磐線は北千住駅から取手駅までが線路別複々線で、快速線は綾瀬駅 - 金町駅間では緩行線の南側、金町駅 - 取手駅間では緩行線の北側に配置されている。常磐線快速はこの複々線の快速線を走行する。緩行線との乗り換えにはホーム間の移動を要する。
常磐線は日本国有鉄道（国鉄）時代の1971年に、通勤五方面作戦の一環として、綾瀬駅 - 我孫子駅間が複々線化された。同時にそれまで各駅停車として上野駅 - 取手駅間で運転されていた電車との緩急分離が行われ、以降は、各駅停車が走行する線路が常磐緩行線、中距離列車・特急や急行などの優等列車・貨物列車とこの時新設された快速電車が走行する線路が常磐快速線と呼ばれるようになった。その後1982年には複々線区間が取手駅まで延伸されている。常磐線が複々線になったことにより、千葉県北西部からの通勤アクセスが向上した。
上野駅から取手駅までは直流電化だが、取手駅の隣にある藤代駅より北は沿線の茨城県石岡市柿岡にある気象庁地磁気観測所の観測に直流電化方式が影響を及ぼすという事情から交流電化が採用され、取手駅と藤代駅の間にデッドセクションが設けられている。そのため、取手駅止まりの一般型列車や我孫子駅から直流区間の成田線に直通する列車には緑色のラインをまとった直流電車のE231系が用いられるが、藤代駅以北の交流区間にまで乗り入れる一般型の中距離列車には青色のラインをまとった交直流電車のE531系を用いる必要があり、交直流電車は車両コストが高いことから使い分けがなされている。
2009年度における松戸駅→北千住駅間のピーク1時間（ラッシュ時）の輸送量は、快速電車が34,480人、中距離列車が32,240人で合計66,720人である。同時間帯・同区間の混雑率は快速電車が173%、中距離列車が179%であり、両者の平均は176%となっている。これはおおよそ「体が触れ合うが新聞は読める」程度の目安とされている180%に近い数字である。

## 歴史
- 1971年（昭和46年）4月20日：北千住駅 - 我孫子駅間の複々線化完成に伴い、上野駅 - 取手駅間で快速を運転開始。当時同区間で快速は柏駅を通過、中距離列車（土浦・水戸方面に直通する普通）は三河島駅・南千住駅・北千住駅・柏駅・天王台駅を通過していた。
- 1972年（昭和47年）10月2日：快速が柏駅停車となる。
- 1980年（昭和55年）10月1日：全列車が柏駅停車となる。
- 1985年（昭和60年）3月14日：中距離列車がすべて北千住駅停車となる。
- 1991年（平成3年）3月16日：通勤快速を運転開始。
- 2005年（平成17年）7月9日：特別快速を運転開始。
- 2006年（平成18年）3月18日：通勤快速を廃止。
- 2015年（平成27年）3月14日：上野東京ライン開業に伴い品川駅まで直通運転開始。特別快速が北千住駅停車となる。
- 2026年（令和8年）7月1日（予定）：支社制から事業本部制への再編に伴い、管轄がこれまでの首都圏本部から、上野駅 - 北千住駅間が上野事業本部、松戸駅 - 取手駅間が松戸事業本部に変更される[7]。

## 運行形態
常磐快速線の旅客列車は、特急、上野駅 - 取手駅間で運転される快速電車と、取手駅を越えて土浦・水戸方面に直通する中距離列車（“普通”と“特別快速”）の3つに大別される。常磐快速線のいかなる列車も、北千住駅 - 取手駅間の緩行線を経由しない。
2025年3月15日現在、快速電車と中距離列車（普通）の停車駅は統一され、案内も「快速」に統一されているが、車両運用は区別されており、快速電車はエメラルドグリーンと黄緑の2色（■■）の帯が巻かれたグリーン車がない車両、中距離列車はグリーン車が組み込まれた青一色（■）の帯が巻かれた車両が使用されている。前者は直流電化区間のみで運用されることから直流電車、後者は取手駅を越えて土浦・水戸・勝田方面の交流電化区間に乗り入れることから交直流電車が用いられている。また、フルカラーLEDを発車標に採用している駅では、種別表示の背景色を快速電車は緑に、中距離列車は青にすることで区別している（北千住駅等）。
以下、本記事では快速電車と中距離列車（普通）で特に区別する必要がない場合は「快速」と記述する。
上野駅 - 取手駅間の快速の標準的な所要時間は約40分、最速は快速で39分、普通で38分となっている。2006年3月18日のダイヤ改正で、日中時間帯（11時台から14時台）のダイヤが不等間隔ながらもパターン化され、上野駅 - 我孫子駅間では快速が1時間に6本（快速電車と中距離列車が3本ずつ）、特別快速が1本の運転となった。2022年3月12日のダイヤ改正で特別快速の運転が大幅に削減され、快速電車と中距離列車3本ずつの運転となった。我孫子駅 - 取手駅間は成田線直通電車が抜けるため、昼間の快速は合わせて5本であり、その部分は運転間隔も上りで13 - 17分、下りで20分開く。日中時間帯や土休日夜間は快速電車と中距離列車がほぼ交互に運転されるが、それ以外の時間帯では快速電車の運転比率が高い。
| 路線名     | 路線名     | 上野東京ライン | 常磐快速線           | 常磐快速線           | 常磐快速線           | 常磐快速線           | 常磐快速線           | 常磐快速線           | 常磐快速線           | 常磐快速線           | 常磐線 水戸方面   |
| 駅名＼種別 | 駅名＼種別 | 上野東京ライン | 上野                 | 上野                 | …                    | 我孫子               | 我孫子               | …                    | 取手                 | 取手                 | 常磐線 水戸方面   |
| ---------- | ---------- | -------------- | -------------------- | -------------------- | -------------------- | -------------------- | -------------------- | -------------------- | -------------------- | -------------------- | ----------------- |
| 運行本数   | 特急       | 品川←          | 1本                  | 1本                  | 1本                  | 1本                  | 1本                  | 1本                  | 1本                  | 1本                  | →いわき・（仙台） |
| 運行本数   | 特急       | 品川←          | 1本                  | 1本                  | 1本                  | 1本                  | 1本                  | 1本                  | 1本                  | 1本                  | →勝田             |
| 運行本数   | 特別快速   | 品川←          | （一部の時間帯のみ） | （一部の時間帯のみ） | （一部の時間帯のみ） | （一部の時間帯のみ） | （一部の時間帯のみ） | （一部の時間帯のみ） | （一部の時間帯のみ） | （一部の時間帯のみ） | →土浦             |
| 運行本数   | 快速       | 品川←          |                      |                      |                      |                      |                      |                      |                      |                      |                   |
| 運行本数   | 3本        | 3本            | 3本                  | 3本                  | 3本                  | 3本                  | 3本                  | 3本                  | →土浦・（勝田）      |                      |                   |
| 運行本数   | 快速       |                |                      |                      |                      |                      |                      |                      | →土浦・（勝田）      |                      |                   |
| 運行本数   | 2本        |                |                      |                      |                      |                      |                      |                      |                      |                      |                   |
| 運行本数   | 1本        | 1本            | 1本                  | 1本                  | →成田                | →成田                | →成田                | →成田                | →成田                | →成田                |                   |

### 快速電車
この節では、品川駅・上野駅 - 取手駅間を走る快速電車（かつての国電、のちのE電）について解説する。
1971年4月20日の複々線化によって上野駅 - 取手駅間を運転していた各駅停車がすべて地下鉄千代田線直通となり、上野駅発着列車の輸送力不足を解消するために新設された系統である。列車番号の末尾は「H」。エメラルドグリーン一色の車体を持つ103系電車が主力だった頃は、国鉄監修・JTB時刻表の常磐快速線のページには「青色の電車」と記載があり、「青電」と呼ばれることもあった。
停車駅は1972年10月2日に柏駅が追加されて以降、変更はない。1982年11月15日の我孫子駅 - 取手駅間の複々線化の際、当初は天王台駅を通過する予定であったが、利用者の反発により停車することになった。
日中時間帯（11 - 14時台）は1時間に2 - 3本運行されており、この時間帯の発車時刻は上野発は毎時02分・22分（いずれも取手行き）・42分（成田行き）に統一されている。取手発は毎時03分・27分で、もう1本が成田線からの直通電車である（我孫子発は毎時57分）。朝夕時間帯は本数が多くなる。
一部電車は我孫子駅から成田線に乗り入れ、成田駅まで直通運転している（一時期は朝夕のみだったが、2006年3月18日のダイヤ改正で日中の時間帯の直通運転が再開された）。我孫子駅で連結・切り離し作業をする列車には、同駅で停車時間が長めに取られている列車もある。
途中駅のうち始発・終点となる電車の設定があるのは松戸駅と我孫子駅で、いずれも上野駅との間の運行が主体である。かつては下り方より途中駅（主に我孫子駅）で折り返す電車の設定もあったが、現在は設定されていない。
朝の上り5本（土休日は2本）と夕方 - 夜間の一部（16・17時台 - 21・22時台まで、1時間に2 - 3本）は品川駅発着で運転されている。また、朝の品川行きの折り返し電車は運転せず、一部を夕方まで車両基地に留置するようになったため、朝の下り電車と夕方の松戸駅・我孫子駅の出庫電車が削減された。
大晦日から元日にかけての終夜運転は実施されず、常磐線各駅停車のみ（我孫子駅発着・東京メトロ千代田線直通）の運転となる（2020年は運転計画は立てられたものの中止となり、2021年度は運転計画自体が立てられなかった）。

### 中距離列車
常磐線は、複々線化される前は各駅に停まる電車（国電）と、一部の駅にしか停まらない普通列車（中距離列車）が設定されていた。列車番号の末尾は「M」。かつてはアズキ色の塗装が施されていたため、快速電車の「青電」との対比で「赤電」や、中距離電車の略で「中電」とも呼ばれた。なお、その後塗装は国際科学技術博覧会の開催決定（1985年に茨城県で開催）を機に白地に青帯に変更されている。
1971年（昭和46年）に綾瀬駅 - 我孫子駅間が複々線化され、上野駅発着の常磐快速線と、営団地下鉄千代田線（現在の東京メトロ千代田線）に乗り入れる常磐緩行線が分離された。このとき、従来の「電車」（各駅停車）は、複々線区間においては緩行線を走行し、綾瀬駅から千代田線へ直通させることとなった。この「常磐緩行線上を走行する電車」は各駅停車と呼ばれるようになり、取手駅を越えて土浦駅・水戸駅方面へ行く中距離普通列車と区別する際に使われる言葉となった。そして中距離列車は、複々線区間においては快速線上を走行することになった。
現在、中距離列車は“普通”のほか、2005年7月9日より設定された“特別快速”が運行されている。前者は前述の快速電車と停車駅を統一したことから、常磐快速線内の案内名称が「快速」に変更されている。日中時間帯（11 - 14時台）は、上野発は12分・32分・52分（全て品川発）に、取手発は毎時21分・42分・59分（全て品川行）に統一されている。上野東京ライン直通はほぼ終日に渡り設定されている（上野東京ライン開業時から2017年10月ダイヤ改正までは日中から夕方にかけてのみ設定されていた）。また、朝の下りと終電の上りの各1本ずつ我孫子駅発着列車があり、上りの終電は直後の快速電車上野行きに接続している。さらにこの快速電車は松戸駅で北千住行き最終各駅停車にも接続している。
特別快速は、2005年7月9日の設定当初は5.5往復、2006年3月18日から2022年3月11日までは6往復が運転されていた。上野駅 - 取手駅間では日暮里駅・松戸駅・柏駅のみに停車し、取手駅以北は各駅に停車するダイヤとなった。最高速度は首都圏の普通列車で初の130km/hとされ、標準の所要時間は上野駅 - 土浦駅間55分、当線内の停車駅と上野駅間の所要時間は松戸駅15分、柏駅23分、取手駅31分であった。2015年3月14日のダイヤ改正より北千住駅に停車するようになり、所要時間はやや延びている（上野駅発着の所要時間は、北千住駅9分、松戸駅17分、柏駅25分、取手駅33分）。2022年3月12日のダイヤ改正で、上りは取手発9・10時台、下りは上野発15・16時台の2往復のみの運転となった。特別快速の運行開始の背景には並行路線となった首都圏新都市鉄道つくばエクスプレスの開業が挙げられる。つくばエクスプレスが高速運転を行ったのに対抗して設定され、当時新型のE531系が充当された。
1991年3月16日の改正より、平日の朝の上りと毎日夕方の下りに通勤快速が運行されていた。本数は朝上り最大3本・夕方下り1本であったが、2005年7月9日より朝上り2本のみに削減され、2006年3月18日改正をもって普通列車に置き換えられ、すべて廃止された。上野駅 - 土浦駅間の停車駅は日暮里駅・松戸駅・柏駅・取手駅・牛久駅であった。
このほか、2019年まで8月にひたちなか市の国営ひたち海浜公園で開催されたROCK IN JAPAN FESTIVALの観客の帰宅の足として臨時快速列車が運転されていた。2011年までの当線内の停車駅は、上りは取手駅・我孫子駅・柏駅・松戸駅・北千住駅・日暮里駅・上野駅である。2012年は、天王台駅・南千住駅・三河島駅にも停車した（2013年からは取手止まり）。2008年と2009年に運転された下り列車は、快速と同じ停車駅であった。

#### 「快速」への呼称統一
常磐快速線は当初、中距離列車（普通列車）と快速電車の停車駅に相違があり、上野駅 - 取手駅間では普通列車の通過駅が快速電車よりも多く、さらに各駅停車も運行されているという、利用客にとっては紛らわしい状況であった。
中距離列車は1971年4月20日の複々線化当初、三河島駅・南千住駅・北千住駅・柏駅・天王台駅を通過していた。柏駅の快速線ホームが設置された1972年10月2日から日中は上下とも柏駅停車となり、1980年10月1日からは全列車が柏駅停車に、さらに1985年3月14日からは北千住駅停車となった。1985年3月13日までは、我孫子駅や松戸駅の待避設備を利用し快速電車を追い越すことがあったほか、1982年11月14日まで存在した客車による普通列車については柏駅・北千住駅は通過であった。
民営化後の1988年3月13日より中距離列車が天王台駅に全列車停車となって、日中のみ三河島駅・南千住駅にも停車するようになり、日中時間帯は上野駅 - 取手駅間で快速電車と停車駅が同一になった。その後2004年3月13日より中距離列車が南千住駅と三河島駅に全列車停車するようになり、上野駅 - 取手駅間で快速電車と停車駅の差異がなくなった。これを受けて同年10月16日から土浦・水戸方面に直通する中距離列車も、上野駅 - 取手駅間では“快速”と案内されるようになり、従前の「快速電車」と案内の上でも差がなくなり、取手以南において「各駅停車」と「普通列車」の停車駅が異なるという利用者にとって分かりにくい状態も解消されることになった。
ただし、『JR時刻表』や『JTB時刻表』では、快速電車と中距離列車が別系統として掲載されている（『JTB時刻表』では上野東京ライン開業後は快速電車のページに中距離電車も掲載されている）。また、JR東日本のプレスリリースでは、案内呼称統一後も中距離列車は「快速」ではなく「普通電車（中距離電車）」や「普通列車」「中距離電車（列車）」と呼ばれている。取手駅以北の常磐線を管轄するJR東日本水戸支社の公式サイトなどでは、IR情報やイベント案内などでも一部を除いて特に「上野・取手間快速運転」などの注釈はされておらず、たとえ上野駅の時刻を掲載する場合でも「普通列車」と案内しており、場合によっては「各駅停車」になっているなど、支社によって対応が異なっている。
| 停車駅   | 停車駅 | 上野 | 日暮里 | 三河島 | 南千住 | 北千住 | 松戸 | 柏 | 我孫子 | 天王台 | 取手 | 備考                                                                               |
| -------- | ------ | ---- | ------ | ------ | ------ | ------ | ---- | -- | ------ | ------ | ---- | ---------------------------------------------------------------------------------- |
| 快速電車 | 1971年 | ●    | ●      | ●      | ●      | ●      | ●    | ―  | ●      | ●      | ●    |                                                                                    |
| 快速電車 | 1972年 | ●    | ●      | ●      | ●      | ●      | ●    | ●  | ●      | ●      | ●    | 柏駅停車                                                                           |
| 普通     | 1971年 | ●    | ●      | ―      | ―      | △      | ●    | ―  | ●      | ―      | ●    | 北千住駅は朝上りのみ停車                                                           |
| 普通     | 1972年 | ●    | ●      | ―      | ―      | △      | ●    | ◇  | ●      | ―      | ●    | 日中のみ柏駅停車                                                                   |
| 普通     | 1980年 | ●    | ●      | ―      | ―      | △      | ●    | ●  | ●      | ―      | ●    | 終日柏駅停車                                                                       |
| 普通     | 1985年 | ●    | ●      | ―      | ―      | ●      | ●    | ●  | ●      | ―      | ●    | 終日北千住駅停車                                                                   |
| 普通     | 1988年 | ●    | ●      | ◇      | ◇      | ●      | ●    | ●  | ●      | ●      | ●    | 終日天王台駅停車、日中のみ三河島駅・南千住駅停車となり、快速と停車駅が同じになる。 |
| 普通     | 2004年 | ●    | ●      | ●      | ●      | ●      | ●    | ●  | ●      | ●      | ●    | 終日三河島駅・南千住駅停車、完全に快速と停車駅が同じになる。                       |
| 特別快速 | 2005年 | ●    | ●      | ―      | ―      | ―      | ●    | ●  | ―      | ―      | ●    |                                                                                    |
| 特別快速 | 2015年 | ●    | ●      | ―      | ―      | ●      | ●    | ●  | ―      | ―      | ●    | 北千住駅停車                                                                       |

凡例 ●：停車 △：朝上り（上野駅行）のみ停車 ◇：日中のみ停車 ―：通過

### 特急
東京都心と茨城県・福島県浜通りなどの常磐線沿線地区を結ぶ特急列車「ひたち」・「ときわ」も快速線上を走行する。常磐快速線内では、柏駅に「ときわ」が全列車停車する。詳細は「ひたち (列車)」の項を参照。

### 貨物列車
日本貨物鉄道（JR貨物）によって運行される貨物列車も、常磐快速線を走行する。比較的本数が多い。ただし、馬橋駅 - 金町駅間では千葉方面へのコンテナ列車とガソリン輸送車扱貨物列車は、南流山駅 - 蘇我駅間の武蔵野線・京葉線経由に変更した列車が設定されたため、本数が削減された。ただし、東京メトロ関連の甲種輸送については、綾瀬駅発着として、常磐緩行線の綾瀬駅 - 松戸駅間を線路閉鎖して輸送が行われる。

## 使用車両

### 現在の使用車両
特急
- E657系（勝田車両センター所属）

快速電車
- E231系（松戸車両センター所属）
  - 直流電化区間である取手駅以南や成田線直通列車に用いられる直流一般形電車で、車体に緑色のラインをまとっている。10両または15両編成（成田線内では10両または5両編成）で運転されるが、E531系と異なりグリーン車は連結されていない。

中距離列車
- E531系（勝田車両センター所属）
  - 藤代駅以北の交流電化区間への直通運用として用いられる交直流一般形電車で、車体に青色のラインをまとっている。10両または15両編成で運用され、2007年3月18日のダイヤ改正よりグリーン車2両の営業が開始された。なおグリーン車の車両は2007年1月6日より連結されていたが、同年3月17日の終電までは普通車扱いとされた。
  - 当区間内は「快速」と案内されるが、車両の方向幕や種別表示部に「快速」と表示されることはない。車内放送においても行先のみが案内され、その後に取手駅以南で快速運転を行う旨が案内される。2005年7月9日の運用開始時点では通勤快速の運用にも就いていたが、翌年3月のダイヤ改正で通勤快速自体がなくなっている。

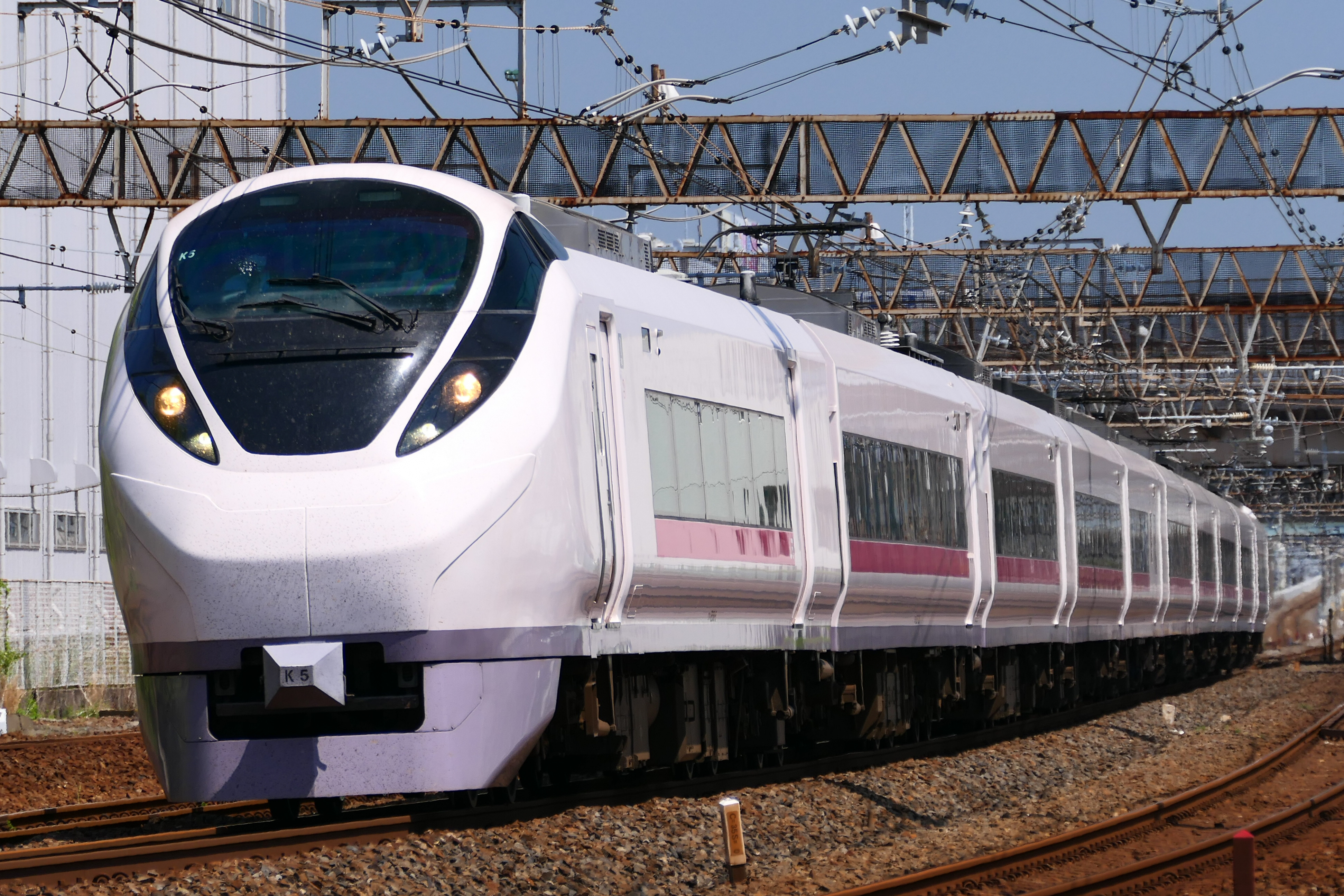
E657系
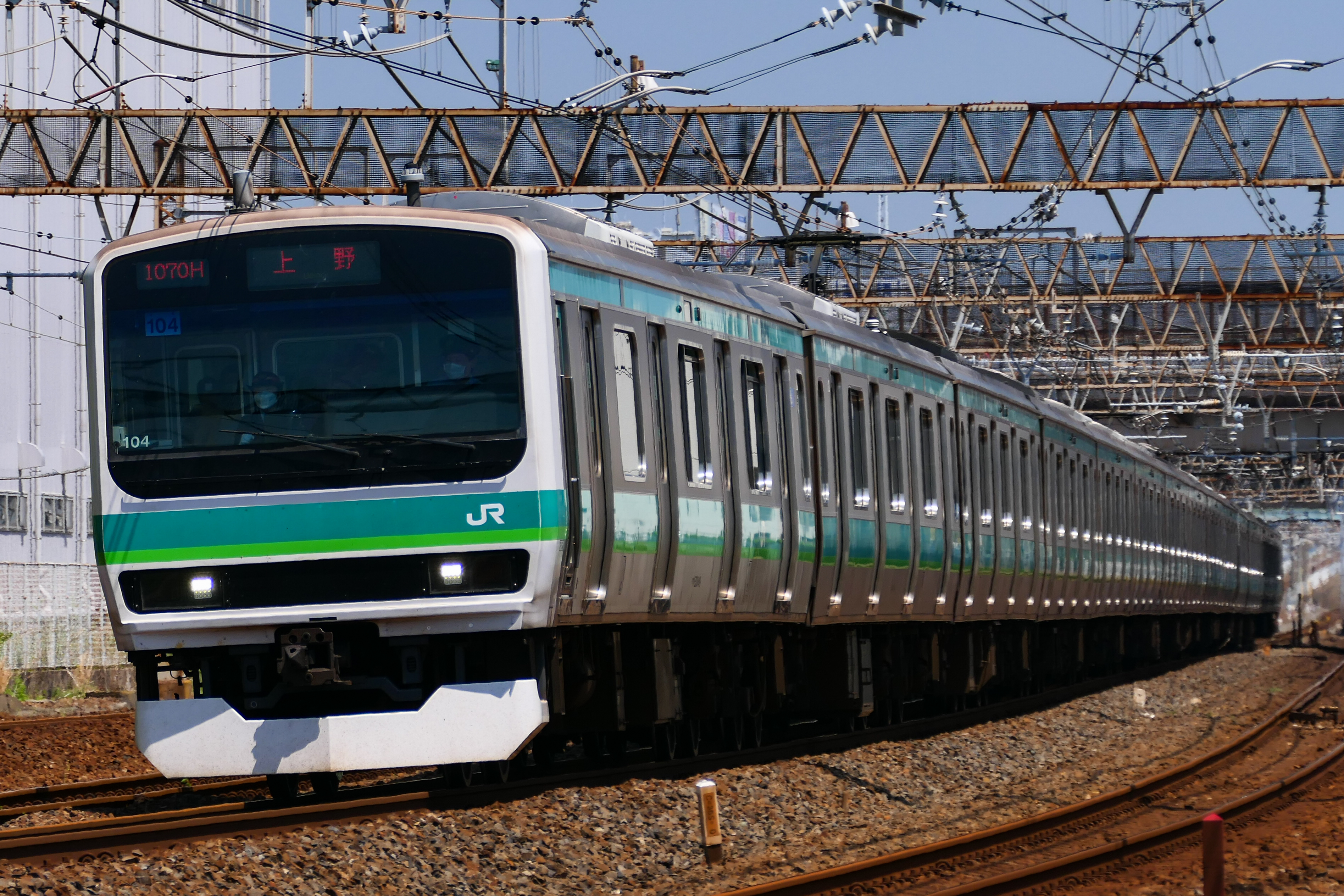
E231系
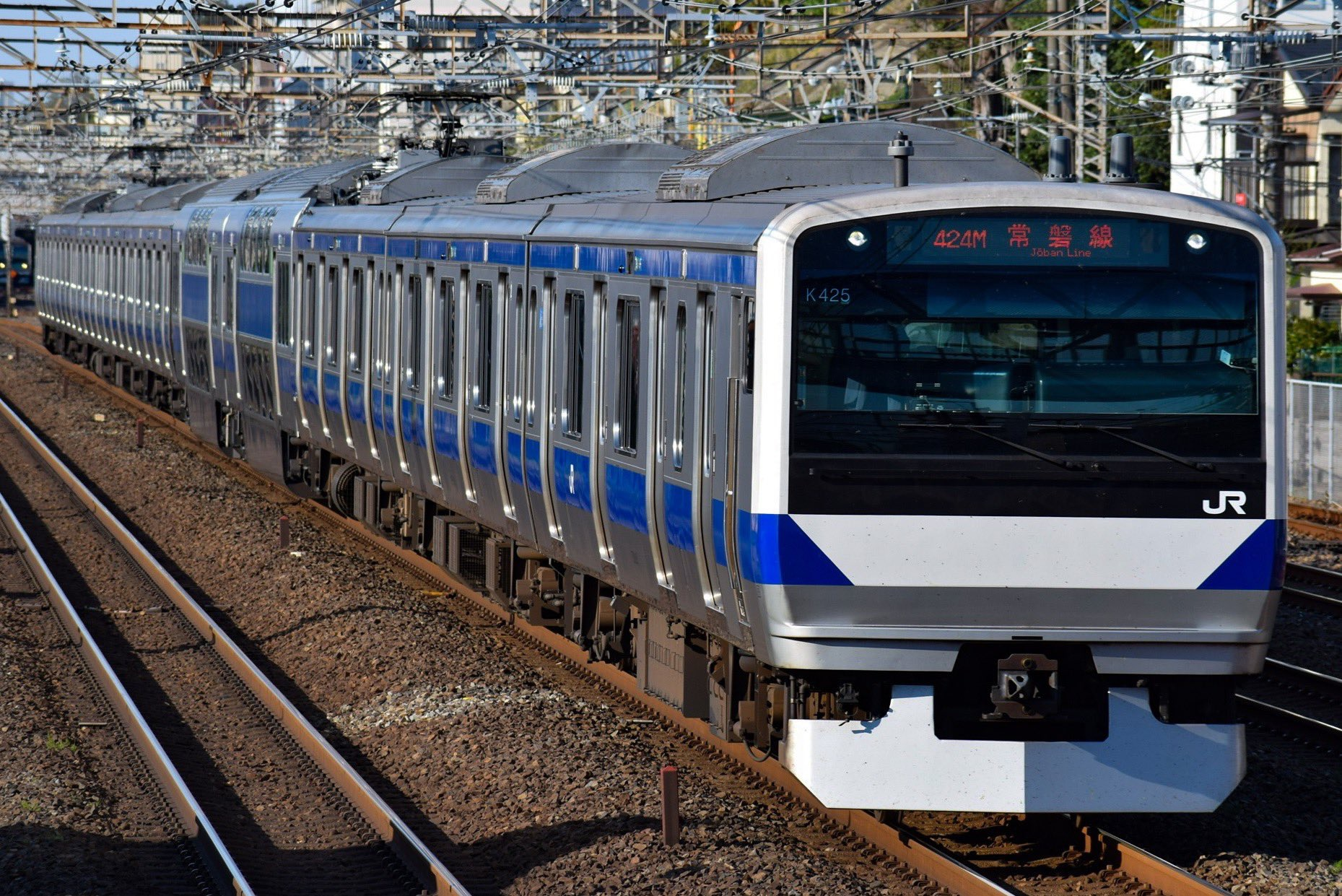
E531系

| 1 | 2 | 3 | 4 | 5 | 6 | 7 | 8 | 9 | 10 |

| 11 | 12 | 13 | 14 | 15 |

| 1 | 2 | 3 | 4 | 5 | 6 | 7 | 8 | 9 | 10 |

| 11 | 12 | 13 | 14 | 15 |

### 過去の使用車両
特急

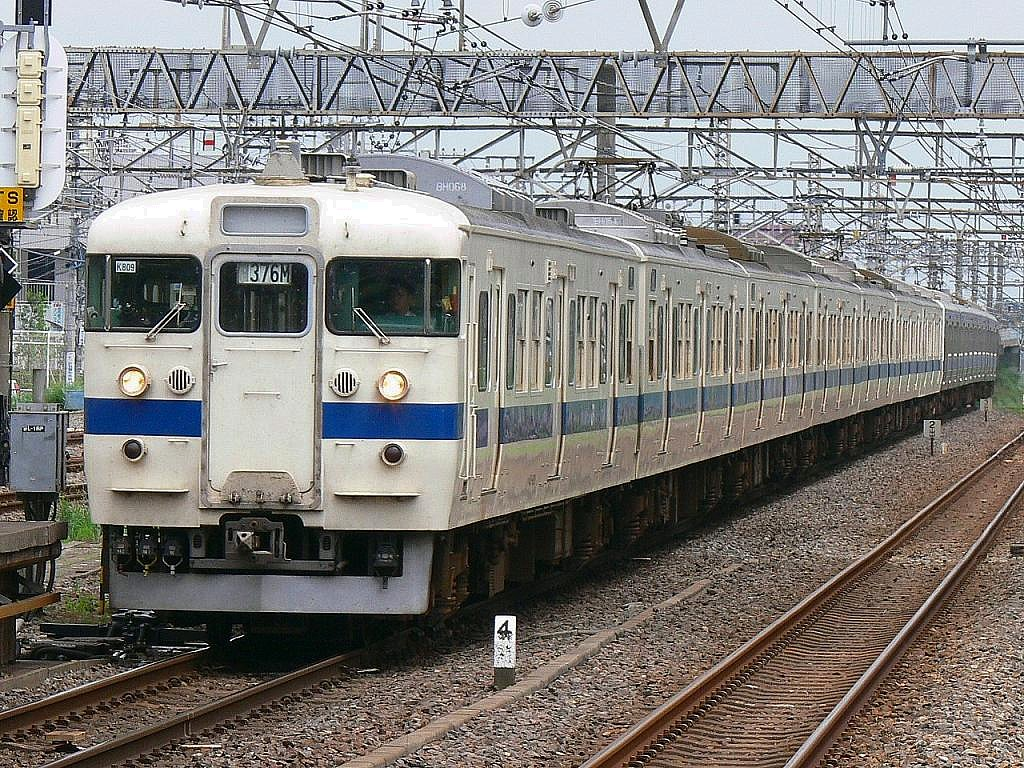
485系 - 「ひたち」で運用されていたが、1998年10月のダイヤ改正で当路線での定期運用を終了。
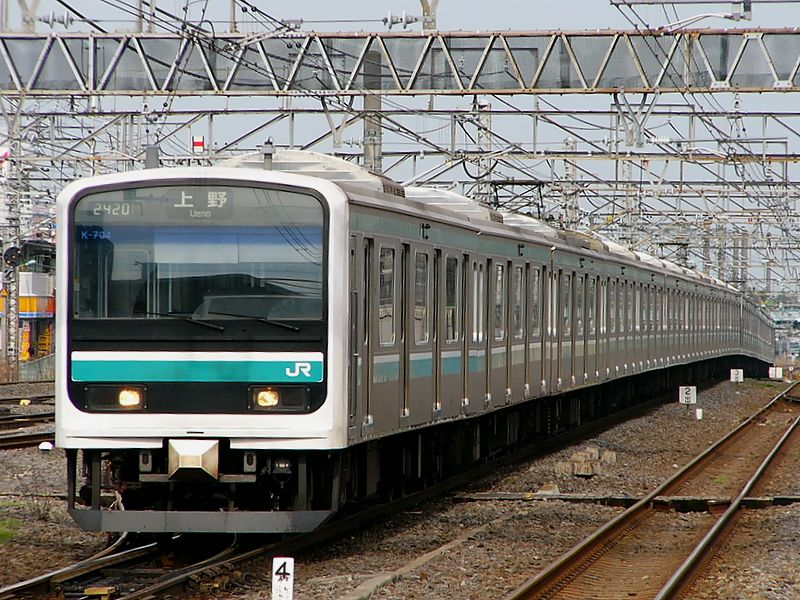
651系 - 主に「スーパーひたち」で運用されたが、2013年3月のダイヤ改正でE657系に置き換えられ、一度定期運用から撤退した。その後2013年10月から2015年3月まで、E657系に指定席発売状況を表示するLEDランプを取り付ける工事を行うことによる車両不足を解消するため、一時的に「フレッシュひたち」で定期運用に復帰していた。
- E653系 - 主に「フレッシュひたち」で運用された。2013年3月のダイヤ改正でE657系に置き換えられ、当路線での定期運用を終了した。

快速電車
- 103系
1967年から投入され、後に緩行線での運用を失った1000番台も加わった。民営化後の1987年12月には15両編成の運転を開始した。2002年からE231系への置き換えが開始され、最後まで残っていた10両編成1本と5両編成2本は2006年3月17日をもって定期運用を終了した。

中距離列車
- 401系・403系・415系
交流区間直通用の交直流電車。401系は1961年に、415系は1971年に投入された。運行終了時点では11両または15両編成で運転されていたが、2005年7月8日までは7・8・12両編成での運用も存在した。2007年3月17日に上野口での営業運転を終了した。2004年10月16日に普通列車の当区間内での案内が「快速」となって以降は、車両前後の種別幕は空白となっていた。
- E501系
1995年に投入された交直流電車。15両編成（基本編成10両と付属編成5両）で、この系列のみ車体の帯の色はエメラルドグリーンと白の2色だった。2007年3月18日のダイヤ改正を前にした運用変更に伴い、同年2月21日をもって上野口での定期営業運転から離脱したが、ダイヤ改正前日の3月17日に、改正後の運用に移行する関係で上野口で運転された。

- 415系
- E501系

## データ

### 路線データ
上野駅 - 取手駅間のもの。
- 路線距離（営業キロ）：39.6km（品川駅 - 取手駅間では50.0km）
- 管轄（事業種別）
  - 東日本旅客鉄道（第一種鉄道事業者）：39.6km（全線）
  - 日本貨物鉄道（第二種鉄道事業者）：36.2km（三河島駅 - 取手駅間）
- 軌間：1,067mm
- 駅数：10（起終点駅を含む、快速線上にホームのない駅は除く）
- 複線区間：全線
- 電化区間：全線（直流1,500V）
- 閉塞方式：自動閉塞式
- 保安装置：ATS-P
- 最高速度：130km/h[注 3]
- 運転指令所：東京総合指令室
  - 準運転取扱駅（異常時、入換時は駅が信号を制御）：上野駅・北千住駅・松戸駅・我孫子駅・取手駅
- 列車運行管理システム：東京圏輸送管理システム (ATOS)
- 車両基地（所在駅）：松戸車両センター（松戸駅）・松戸車両センター我孫子派出所（我孫子駅）
- IC乗車カード対応区間：全線（Suica首都圏エリア）

全線が首都圏本部の管轄である。このうち三河島駅 - 取手駅間が「松戸地区」と呼ばれる区間に当たる。

### 混雑率の推移
2016年度までは快速電車と中距離列車を別に算出していたが、2017年度から合算値とした。2020年度最混雑区間（松戸 → 北千住間）の混雑率は91%である。
| 年度               | 最混雑区間輸送実績      | 最混雑区間輸送実績      | 最混雑区間輸送実績      | 最混雑区間輸送実績      | 最混雑区間輸送実績      | 最混雑区間輸送実績      | 最混雑区間輸送実績      | 最混雑区間輸送実績      | 特記事項                   |
| 年度               | 松戸 → 北千住間（中電） | 松戸 → 北千住間（中電） | 松戸 → 北千住間（中電） | 松戸 → 北千住間（中電） | 松戸 → 北千住間（快速） | 松戸 → 北千住間（快速） | 松戸 → 北千住間（快速） | 松戸 → 北千住間（快速） | 特記事項                   |
| 年度               | 運転本数：本            | 輸送力：人              | 輸送量：人              | 混雑率：%               | 運転本数：本            | 輸送力：人              | 輸送量：人              | 混雑率：%               | 特記事項                   |
| ------------------ | ----------------------- | ----------------------- | ----------------------- | ----------------------- | ----------------------- | ----------------------- | ----------------------- | ----------------------- | -------------------------- |
| 1971年（昭和46年） |                         |                         |                         |                         | 11                      | 12,320                  | 27,700                  | 225                     |                            |
| 1972年（昭和47年） |                         |                         |                         |                         | 10                      | 14,000                  | 28,400                  | 203                     |                            |
| 1973年（昭和48年） |                         |                         |                         |                         | 10                      | 14,000                  | 29,300                  | 210                     |                            |
| 1974年（昭和49年） |                         |                         |                         |                         | 10                      | 14,000                  | 30,200                  | 216                     |                            |
| 1980年（昭和55年） |                         |                         |                         |                         | 10                      | 14,000                  | 37,700                  | 269                     |                            |
| 1981年（昭和56年） |                         |                         |                         |                         | 10                      | 14,000                  |                         |                         |                            |
| 1982年（昭和57年） |                         |                         |                         |                         | 10                      | 14,000                  | 38,790                  | 277                     |                            |
| 1983年（昭和58年） |                         |                         |                         |                         | 10                      | 14,000                  | 39,450                  | 282                     |                            |
| 1984年（昭和59年） |                         |                         |                         |                         | 10                      | 14,000                  | 39,740                  | 284                     |                            |
| 1985年（昭和60年） |                         |                         |                         |                         | 10                      | 14,000                  | 37,500                  | 268                     |                            |
| 1986年（昭和61年） |                         |                         |                         |                         | 10                      | 14,000                  | 37,940                  | 271                     |                            |
| 1987年（昭和62年） |                         |                         |                         |                         | 10                      | 14,000                  | 39,080                  | 279                     |                            |
| 1988年（昭和63年） |                         |                         |                         |                         | 10                      | 21,000                  | 39,700                  | 189                     |                            |
| 1989年（平成元年） | 7                       | 12,670                  | 29,140                  | 230                     | 10                      | 21,000                  | 45,900                  | 219                     |                            |
| 1990年（平成02年） |                         |                         |                         |                         | 10                      | 21,000                  | 46,450                  | 221                     |                            |
| 1991年（平成03年） |                         |                         |                         |                         | 10                      | 21,000                  | 47,600                  | 227                     |                            |
| 1992年（平成04年） |                         |                         |                         |                         | 10                      | 21,000                  | 49,030                  | 233                     |                            |
| 1993年（平成05年） |                         |                         |                         |                         | 10                      | 21,000                  | 49,100                  | 234                     |                            |
| 1994年（平成06年） |                         |                         |                         |                         | 10                      | 21,000                  | 48,700                  | 232                     |                            |
| 1995年（平成07年） |                         |                         |                         |                         | 10                      | 21,000                  | 48,740                  | 232                     |                            |
| 1996年（平成08年） | 9                       | 17,480                  | 37,950                  | 217                     | 10                      | 21,000                  | 46,150                  | 220                     |                            |
| 1997年（平成09年） |                         |                         |                         |                         | 10                      | 21,000                  | 45,400                  | 216                     |                            |
| 1998年（平成10年） |                         |                         |                         |                         | 10                      | 21,000                  | 44,400                  | 211                     |                            |
| 1999年（平成11年） |                         |                         |                         |                         | 10                      | 21,000                  | 43,730                  | 208                     |                            |
| 2000年（平成12年） |                         |                         |                         | 189                     | 10                      | 21,000                  | 43,120                  | 205                     |                            |
| 2001年（平成13年） |                         |                         |                         |                         | 10                      | 21,000                  | 41,530                  | 203                     |                            |
| 2002年（平成14年） | 10                      | 20,160                  | 37,090                  | 184                     | 10                      | 21,360                  | 41,530                  | 196                     |                            |
| 2003年（平成15年） |                         |                         |                         |                         | 10                      | 21,840                  | 41,530                  | 190                     |                            |
| 2004年（平成16年） | 9                       |                         | 36,300                  | 183                     | 10                      | 22,200                  | 41,100                  | 185                     |                            |
| 2005年（平成17年） | 10                      |                         | 34,600                  | 167                     | 10                      | 22,200                  | 37,600                  | 169                     | つくばエクスプレス開業年度 |
| 2006年（平成18年） | 10                      |                         | 35,000                  | 169                     | 9                       | 19,980                  | 35,300                  | 177                     |                            |
| 2007年（平成19年） | 10                      | 18,040                  | 32,850                  | 182                     | 9                       | 19,980                  | 35,080                  | 176                     |                            |
| 2008年（平成20年） | 10                      | 18,040                  |                         |                         | 9                       | 19,980                  | 34,990                  | 175                     |                            |
| 2009年（平成21年） | 10                      | 18,040                  | 32,240                  | 179                     | 9                       | 19,980                  | 34,480                  | 173                     |                            |
| 2010年（平成22年） | 10                      | 18,040                  | 31,860                  | 177                     | 9                       | 19,980                  | 34,070                  | 171                     |                            |
| 2011年（平成23年） | 10                      | 18,040                  | 31,580                  | 175                     | 9                       | 19,980                  | 33,920                  | 170                     |                            |
| 2012年（平成24年） | 10                      | 18,040                  | 31,200                  | 173                     | 9                       | 19,980                  | 33,480                  | 168                     |                            |
| 2013年（平成25年） | 10                      | 18,040                  | 31,080                  | 172                     | 9                       | 19,980                  | 33,350                  | 167                     |                            |
| 2014年（平成26年） | 10                      | 18,040                  | 30,300                  | 168                     | 9                       | 19,980                  | 32,520                  | 163                     | 上野東京ライン開業年度     |
| 2015年（平成27年） | 9                       | 16,236                  | 26,230                  | 162                     | 10                      | 22,200                  | 35,680                  | 161                     |                            |
| 2016年（平成28年） | 9                       | 16,236                  | 25,990                  | 160                     | 10                      | 22,200                  | 35,460                  | 160                     |                            |
| 2017年（平成29年） |                         |                         |                         |                         |                         |                         |                         |                         |                            |
| 2018年（平成30年） |                         |                         |                         |                         |                         |                         |                         |                         |                            |
| 2019年（令和元年） |                         |                         |                         |                         |                         |                         |                         |                         |                            |
| 2020年（令和02年） |                         |                         |                         |                         | 19                      | 38,852                  | 35,540                  | 91                      |                            |

## 駅一覧
上野駅 - 取手駅間の快速線上に設置されている旅客駅と直通運転区間の上野東京ライン（品川駅-上野駅間）の特別快速停車駅・接続路線・所在地を以下に一覧形式で示す。
- 特定都区市内制度適用範囲の駅 ： 山＝東京山手線内、区＝東京都区内
- 停車駅
  - 快速電車：下表のすべての駅に停車
  - 中距離列車：“普通”は下表のすべての駅に、“特別快速”は●印の駅にのみ停車
  - 特急：「ひたち (列車)」参照
- 接続路線 ： 東日本旅客鉄道の路線名は運転系統上の名称（正式路線名とは異なる）。駅名が異なる場合は⇒印で駅名を示す。
- 各駅停車は「常磐緩行線#駅一覧」、貨物線および貨物取扱駅については「常磐線#駅一覧」を参照

| 正式路線名  | 駅番号        | 駅名        | 駅間 営業キロ | 日暮里 からの 営業 キロ | 特別快速 | 接続路線・備考 | 所在地        | 所在地   |
| ----------- | ------------- | ----------- | ------------- | ----------------------- | --- | --- | ------------- | -------- |
| 東海道本線  | JT 03         | 品川駅 山区 | -             | 12.6                    | ● | 東日本旅客鉄道： 東海道線〈横浜・熱海方面〉 (JT 03)・ 山手線 (JY 25)・ 京浜東北線 (JK 20)・ 横須賀線 (JO 17) 東海旅客鉄道： 東海道新幹線 京浜急行電鉄： 本線 (KK 01) | 東京都        | 港区     |
| 東海道本線  | JT 02         | 新橋駅 山区 | 4.9           | 7.7                     | ● | 東日本旅客鉄道： 東海道線 (JT 02)・ 山手線 (JY 29)・ 京浜東北線 (JK 24)・ 横須賀線 (JO 18) 東京地下鉄： 銀座線 (G-08) 都営地下鉄： 浅草線 (A-10) ゆりかもめ： 東京臨海新交通臨海線 (U-01) | 東京都        | 港区     |
| 東海道本線  | JT 01 JU 01   | 東京駅 山区 | 1.9           | 5.8                     | ● | 東日本旅客鉄道： 東北新幹線・山形新幹線・秋田新幹線・北海道新幹線・上越新幹線・北陸新幹線・ 東海道線 (JT 01)・ 宇都宮線（東北線）・高崎線 (JU 01)・ 中央線 (JC 01)・ 山手線 (JY 01)・ 京浜東北線 (JK 26)・ 横須賀・総武線（快速） (JO 19)・ 京葉線 (JE 01) 東海旅客鉄道： 東海道新幹線 東京地下鉄： 丸ノ内線 (M-17)・ 東西線 ⇒大手町駅 (T-09) | 東京都        | 千代田区 |
| 東北本線    | JT 01 JU 01   | 東京駅 山区 | 1.9           | 5.8                     | ● | 東日本旅客鉄道： 東北新幹線・山形新幹線・秋田新幹線・北海道新幹線・上越新幹線・北陸新幹線・ 東海道線 (JT 01)・ 宇都宮線（東北線）・高崎線 (JU 01)・ 中央線 (JC 01)・ 山手線 (JY 01)・ 京浜東北線 (JK 26)・ 横須賀・総武線（快速） (JO 19)・ 京葉線 (JE 01) 東海旅客鉄道： 東海道新幹線 東京地下鉄： 丸ノ内線 (M-17)・ 東西線 ⇒大手町駅 (T-09) | 東京都        | 千代田区 |
| JU 02 JJ 01 | 上野駅 山区   | 3.6         | 2.2           | ●                       | 東日本旅客鉄道： 東北新幹線・山形新幹線・秋田新幹線・上越新幹線・北陸新幹線（長野経由）・ 山手線 (JY 05)・ 京浜東北線 (JK 30)・ 宇都宮線（東北線）・高崎線 (JU 02) 東京地下鉄： 銀座線 (G-16)・ 日比谷線 (H-18) 京成電鉄： 本線 ⇒京成上野駅 (KS01) | 台東区 | 東京都        |          |
| JJ 02       | 日暮里駅 山区 | 2.2         | 0.0           | ●                       | 東日本旅客鉄道： 山手線 (JY 07)・ 京浜東北線 (JK 32) 京成電鉄： 本線 (KS02) 東京都交通局： 日暮里・舎人ライナー (NT 01) | 荒川区 | 東京都        |          |
| JJ 02       | 日暮里駅 山区 | 2.2         | 0.0           | ●                       | 東日本旅客鉄道： 山手線 (JY 07)・ 京浜東北線 (JK 32) 京成電鉄： 本線 (KS02) 東京都交通局： 日暮里・舎人ライナー (NT 01) | 荒川区 | 東京都        | 常磐線   |
| JJ 03       | 三河島駅 区   | 1.2         | 1.2           | ｜                      | | 荒川区 | 東京都        |          |
| JJ 04       | 南千住駅 区   | 2.2         | 3.4           | ｜                      | 東京地下鉄： 日比谷線 (H-21) 首都圏新都市鉄道： つくばエクスプレス (TX04) | 荒川区 | 東京都        |          |
| JJ 05       | 北千住駅 区   | 1.8         | 5.2           | ●                       | 東京地下鉄： 千代田線（ 常磐線（各駅停車）亀有・金町方面）(C-18)・ 日比谷線 (H-22) 東武鉄道： 伊勢崎線（東武スカイツリーライン）(TS-09) 首都圏新都市鉄道： つくばエクスプレス (TX05)                                                               | 足立区 | 東京都        |          |
| JJ 06       | 松戸駅        | 10.5        | 15.7          | ●                       | 東日本旅客鉄道： 常磐線（各駅停車）(JL 22) 京成電鉄： 松戸線 (KS88) | 千葉県 | 松戸市        |          |
| JJ 07       | 柏駅          | 11.2        | 26.9          | ●                       | 東日本旅客鉄道： 常磐線（各駅停車）(JL 28) 東武鉄道： 野田線（東武アーバンパークライン）(TD-24) | 千葉県 | 柏市          |          |
| JJ 08       | 我孫子駅      | 4.4         | 31.3          | ｜                      | 東日本旅客鉄道：■成田線〈成田方面と直通運転〉・ 常磐線（各駅停車）(JL 30) | 千葉県 | 我孫子市      |          |
| JJ 09       | 天王台駅      | 2.7         | 34.0          | ｜                      | 東日本旅客鉄道： 常磐線（各駅停車）(JL 31) | 千葉県 | 我孫子市      |          |
| JJ 10       | 取手駅        | 3.4         | 37.4          | ●                       | 東日本旅客鉄道：■常磐線〈土浦方面、高萩駅まで直通運転〉・ 常磐線（各駅停車）(JL 32) 関東鉄道：常総線 | 茨城県 取手市 | 茨城県 取手市 |          |

- 2019年度の時点で、上記全駅がJR東日本自社による乗車人員集計[22]の対象となっている。
- 松戸駅 - 北千住駅で葛飾区を通るが、同区内は全て緩行線のみの駅であり、快速停車駅はない。また、松戸駅 - 柏駅で流山市を通るが、同市内に駅はない。

1. 1 2  日中の快速運転時間帯は通過。
2. ↑  連絡運輸は行っていない[21]。
3. ↑  北千住 - 綾瀬間に関係する運賃計算については「常磐緩行線#運賃計算の特例」を参照。
4. 1 2 3  平日の日中時間帯および土休日は我孫子駅 - 取手駅間には運行されない。